# Utterslev (København)
 For alternative betydninger, se Utterslev. (Se også artikler, som begynder med Utterslev)
Utterslev er et kvarter i Storkøbenhavn.
1950'erne og 1960'erne. Kvarteret et udpræget arbejder- og funktionærkvarter. De lidt bedre stillede boede i villaer i området omkring Rådvadsvej og Støvnæs Alle, men også Dortheavej mod Torvet.
De fleste boede dog i etagebyggeri, typisk 3-4 etager med mindre 2-3-værelseslejligheder.
Omdrejningspunktet var Utterslev Torv, hvor der var alle nødvendige butikker og et par kroer, Ny Kro og Jægerkroen, samt Utterslev Kirke.
Gadekæret på torvet fungerede som rekreativt område og legeplads for børnene, ikke mindst om vinteren. Lidt længere ude ad Horsebakken lå Utterslev Skole med 5 klassetrin. Herefter blev eleverne flyttet til Bispebjerg Skole eller søgte mod Bellahøj Skole og Frederikssundsvejens Skole. Det var muligt, at tage realeksamen på Bispebjerg Skole, og herefter kunne man gå på Efterslægtens Gymnasium på Efterslægtvej ved Torvet. På Efterslægten var der tandklinik for eleverne og for eleverne på Utterslev skole.
I kvarteret lå der en del småværksteder og fabrikker. På Skoleholdervej lå de røde træhuse (svenskehusene), hvor der i dag ligger Ny Utterslev Skole. I Barakkerne, som de blev kaldt, boede hovedsageligt mindre bemidlede børnerige familier, men også familier med råd til bilferier m.m. På Utterslevvej ved Hareskovvej lå der gule træhuse. På bagsiden mod nord ved bl.a. Rådvadsvej ligger hele det rekreative område med boldbaner og Utterslev Mose. Mosen og Bispebjerg Kirkegård fungerede både som rekreativt område og "legeplads".
Underholdningen bestod bl.a. af de tre biografer Bella Bio, Bispebjerg Bio og Nora Bio samt bibliotek på Brønshøj Torv og Svanevej og Bellahøj-Badet med tilknyttet sportshal. Brønshøj Boldklub var der, man spillede fodbold på Rådvadsvej. Ungdomsklubber var der også. Boligselskabet FSB havde flere ungdomsklubber i kvarteret.
Bernhardts pølsevogn på Torvet var også et mødested.
Lige ud foran Jægerkroen på Utterslevvej holdt bus 168, som kørte til Lyngby og Dyrehavsbakken.
På Dortheavej boede en kirketjener, som havde indrettet sin kælder som søndagsskole, hvor der blev vist film med Chaplin, Buster Keaton, Gøg og Gokke m.fl. Men først skulle der bedes fadervor...
På Skoleholdervej lige ved Torvet lå et træhus, hvor en spejderbevægelse holdt til.
Utterslev Torv 1950'erne
55°42′39″N 12°30′57″Ø / 55.71078°N 12.5158°Ø